# Arvanitiska
Arvanitiska, eller arbëroriska, är en gammal variant av dialekten toskiska av albanskan. Den är starkt påverkad av grekiskan och har talats av arvaniter i Grekland i mer än femhundra år.
Det fanns ungefär 150 000 talare i drygt trehundra byar i norra Grekland år 2000. Bland dem är det bara ett fåtal äldre personer som ännu är tvåspråkiga. Arvanitiskan är ett döende språk eftersom yngre arvaniter ofta flyttar till Aten och assimileras som greker. Fast arvanitiskan traditionellt sett är ett talspråk snarare än ett skriftspråk, har man nu officiellt antagit grekiska alfabetet för det arvanitiska skriftspråket.

## Skrivningssystem
| Grekiska alfabetet | Grekiska alfabetet | Grekiska alfabetet | Grekiska alfabetet | Grekiska alfabetet | Grekiska alfabetet | Grekiska alfabetet | Grekiska alfabetet | Grekiska alfabetet | Grekiska alfabetet | Grekiska alfabetet | Grekiska alfabetet | Grekiska alfabetet | Grekiska alfabetet | Grekiska alfabetet | Grekiska alfabetet | Grekiska alfabetet | Grekiska alfabetet | Grekiska alfabetet | Grekiska alfabetet | Grekiska alfabetet | Grekiska alfabetet | Grekiska alfabetet | Grekiska alfabetet | Grekiska alfabetet | Grekiska alfabetet | Grekiska alfabetet | Grekiska alfabetet | Grekiska alfabetet | Grekiska alfabetet | Grekiska alfabetet | Grekiska alfabetet | Grekiska alfabetet | Grekiska alfabetet |
| ------------------ | ------------------ | ------------------ | ------------------ | ------------------ | ------------------ | ------------------ | ------------------ | ------------------ | ------------------ | ------------------ | ------------------ | ------------------ | ------------------ | ------------------ | ------------------ | ------------------ | ------------------ | ------------------ | ------------------ | ------------------ | ------------------ | ------------------ | ------------------ | ------------------ | ------------------ | ------------------ | ------------------ | ------------------ | ------------------ | ------------------ | ------------------ | ------------------ | ------------------ |
| Α                  | Β                  | B                  | Ϳ                  | Γ                  | Γ̇                  | Γ̇ϳ                 | Δ                  | D                  | Ε                  | Ε̱                  | Ζ                  | Θ                  | Ι                  | Κ                  | Κϳ                 | Λ                  | Λϳ                 | Μ                  | Ν                  | Ν̇                  | Νϳ                 | Ξ                  | Ο                  | Π                  | Ρ                  | Σ                  | Σ̇                  | Σ̈                  | Τ                  | Υ                  | Φ                  | Χ̇                  | Χ                  |
| α                  | β                  | b                  | ϳ                  | γ                  | γ̇                  | γ̇ϳ                 | δ                  | d                  | ε                  | ε̱                  | ζ                  | θ                  | ι                  | κ                  | κϳ                 | λ                  | λϳ                 | μ                  | ν                  | ν̇                  | νϳ                 | ξ                  | ο                  | π                  | ρ                  | σ                  | σ̇                  | σ̈                  | τ                  | υ                  | φ                  | χ̇                  | χ                  |
| Latinska alfabetet |                    |                    |                    |                    |                    |                    |                    |                    |                    |                    |                    |                    |                    |                    |                    |                    |                    |                    |                    |                    |                    |                    |                    |                    |                    |                    |                    |                    |                    |                    |                    |                    |                    |
| a                  | v                  | b                  | j                  | g                  | g                  | gj                 | dh                 | d                  | e                  | ë                  | z                  | th                 | i                  | k                  | q                  | l                  | lj                 | m                  | n                  | nj                 | nj                 | ks                 | o                  | p                  | r                  | s                  | s                  | sh                 | t                  | y                  | f                  | h                  | h                  |

Provtext
Vår Fader
Άτι ύνε̱ κ̇ε̱ ϳέ νdε̱ κ̇ιέϳετ, ȣσ̈ε̱ν̇τε̱ρόφτ' έμε̱ρι ύτ.

άρθτε̱ μbε̱ρετε̱ρία ϳότε; ȣbε̱φτε̱ dασ̈ȣρίμι ύτ,

σι νdε̱ κ̇ιέλ, εδέ μbε̱ δέτ;

bȣ́κε̱νε̱ τόνε̱ τε̱ πε̱ρdίτε̱σ̈ιμεν' έπ-να νέβε σότ;

εδέ φάλ̇-να φάϳετε̱ τόνα,

σικȣ́νdρε̱ εδέ νέβε ȣα φάλ̇με̱ φαϳτόρε̱βετ τάνε̱;

εδέ μοσ να σ̈τιέρ νdε̱ νγάσιε, πό σ̈πε̱τό-να νγα ι λ̇ίγȣ;

σεπσέ ϳότια ε̱σ̈τε̱ μbε̱ρετε̱ρία ε φȣκ̇ία ε λ̇αβdία νdε̱ ϳέτε̱τ τε̱ ϳέτε̱βετ.
Translitterering
Áti ýnë që jé ndë qiéjet, ushënjtëróft' émëri ýt.

árthtë mbëretëría jóte; ubëftë dashurími ýt

si ndë qiél, edhé mbë dhét

búkënë tónë të përdítëshimen' ép-na néve só

edhé fálj-na fájetë tóna

sikúndrë edhé néve ua fáljmë fajtórëvet tánë

edhé mos na shtiér ndë ngásie, pó shpëtó-na nga i ljígu;

sepsé jótia është mbëretëría e fuqía e ljavdía ndë jétët të jétëvet.